# Al-Shabab SC
Al-Shabab SC (en árabe: نادي الشباب‎) es un equipo de fútbol de Omán que juega en la Liga Profesional de Omán, la primera división de fútbol en el país.

## Historia
Fue fundado en el año 2003 en la ciudad de Barka como la sección de fútbol de Al-Shabab Club, la cual también cuenta con secciones en baloncesto, voleibol, balonmano, raquetbol, hockey y bádminton.
Su primer logro importante fue terminar de subcampeón en la temporada 2017/18 y ganar la Copa Profesional de Omán.

## Palmarés
- Copa Profesional de Omán: 1

2017/18

## Historial de presidentes
| Nombre                               | Desde | Hasta |
| ------------------------------------ | ----- | ----- |
| Sheikh Abdulmoneim Abudllah Al-Farsi | 2003  | 2004  |
| Sheikh Sulaiman Hamoud Al-Busaidi    | 2005  | 2012  |
| Sheikh Hamza Abdulraheem Al-Balushi  | 2012  | hoy   |